# Gampong Cot Usi
Gampong Cot Usi is een bestuurslaag in het regentschap Pidie van de provincie Atjeh, Indonesië. Gampong Cot Usi telt 710 inwoners (volkstelling 2010).